# H球粒隕石

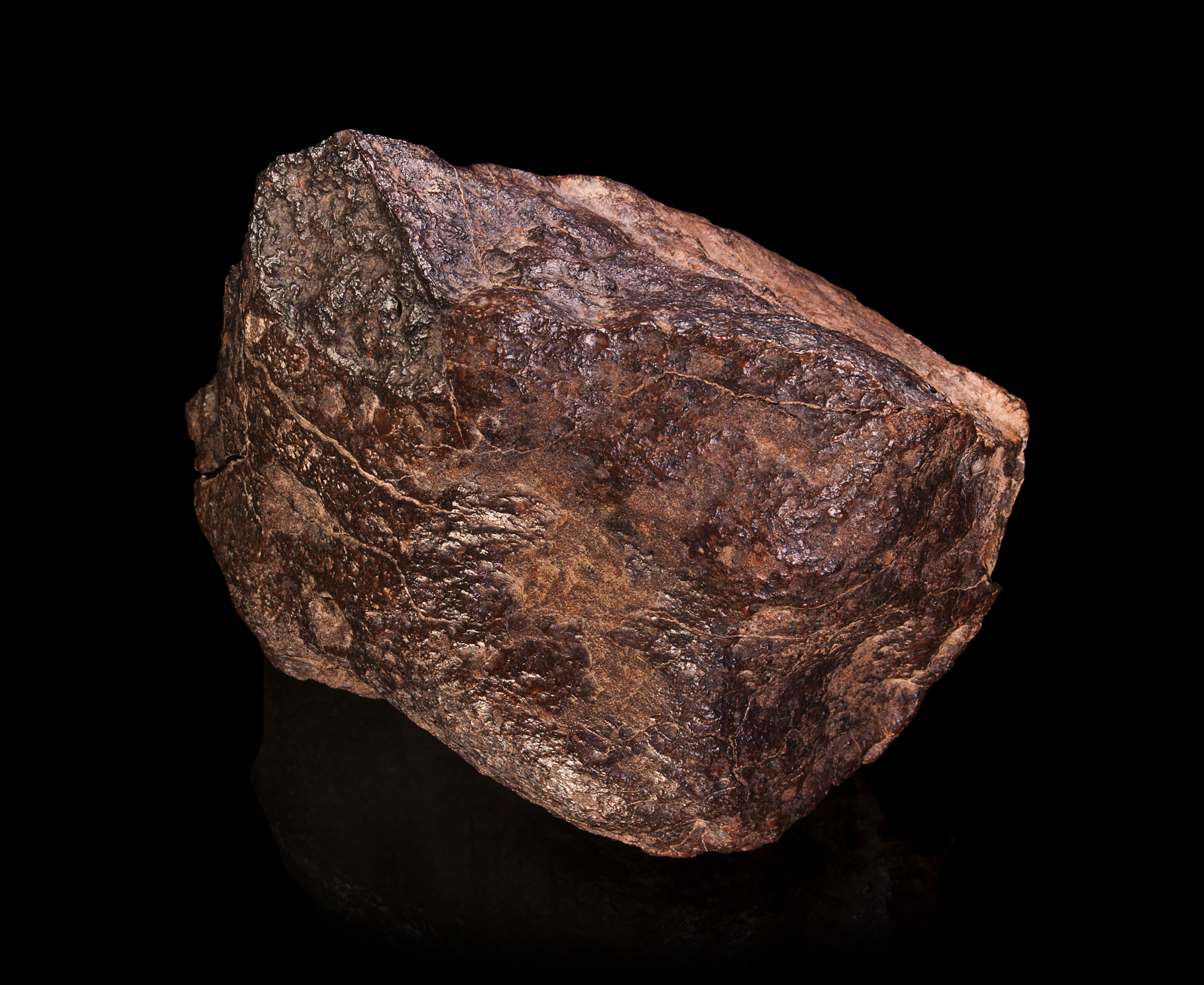
H5型球粒隕石南摩洛哥

H球粒隕石（又稱高鐵群球粒隕石）是一種普通球粒隕石，也是最常见的一种陨石。大约40%被记载的陨石归属此类，在普通球粒隕石中，H球粒隕石佔46%；而在整個球粒隕石類別中則佔44%。
与其他的普通球粒隕石相比较，此类陨石含鐵量較高，占总重量的25-31%，其名字中的“H”即代表高铁含量（英语：High iron abundance）。這些鐵大半呈自由狀態，因此儘管H球粒隕石具有石質的外貌，它具有高磁性。
這類隕石其中一個可能的母天體是S-型小行星韶神星，或婚神星與虹神星（但可能性較低）。一般認為，韶神星受撞擊後產生了一些近地小行星，這些近地小行星再受到其它撞擊，產生的碎片掉到地球，成為了這些隕石，而非直接源自韶神星。
H球粒隕石與IIE鐵隕石具有非常相似的微量元素豐度與氧同位素比例，使人相信它們來自同一母天體。
H球粒隕石中最豐富的礦物為古銅輝石（斜方輝石的一種）與橄欖石。大部分H球粒隕石都經過嚴重的蝕變，超過40%的H球粒隕石屬於球粒隕石中的岩石學第5型，其餘為第4型或第6型。只有少數（約2.5%）為未有太大變異的岩石學第3型。  
從前，H球粒隕石曾以其主要礦物而被稱為“古銅輝石球粒隕石”或“橄欖石古銅輝石球粒隕石”，但今已不用。

## 中國著名的H球粒隕石
吉林1號隕石（H5）